# One Night of Love
One Night of Love is een Amerikaanse muziekfilm uit 1934 onder regie van Victor Schertzinger. Destijds werd de film in Nederland uitgebracht onder de titel Een nacht van liefde.

## Verhaal
De jonge, New Yorkse sopraan Mary Barrett maakt in Milaan kennis met de beroemde zangleraar Giulio Monteverdi. Hij neemt haar onder zijn vleugels. Na verloop van tijd groeit er een romance tussen hen, maar afgunst staat in de weg van de oprechte liefde die ze voor elkaar voelen.

## Rolverdeling
| Acteur             | Personage         |
| ------------------ | ----------------- |
| Grace Moore        | Mary Barrett      |
| Tullio Carminati   | Giulio Monteverdi |
| Lyle Talbot        | Bill Houston      |
| Mona Barrie        | Rosa Lally        |
| Jessie Ralph       | Angelina          |
| Luis Alberni       | Giovanni          |
| Nydia Westman      | Muriel            |
| Andrés de Segurola | Galuppi           |
| Rosemary Glosz     | Frappazini        |

## Prijzen en nominaties
| Jaar | Prijs  | Categorie              | Genomineerde(n)           | Uitslag     |
| ---- | ------ | ---------------------- | ------------------------- | ----------- |
| 1934 | Oscars | Beste film             | Harry Cohn Everett Riskin | Genomineerd |
| 1934 | Oscars | Beste regisseur        | Victor Schertzinger       | Genomineerd |
| 1934 | Oscars | Beste actrice          | Grace Moore               | Genomineerd |
| 1934 | Oscars | Beste originele muziek | Louis Silvers             | Gewonnen    |
| 1934 | Oscars | Beste geluid           | John P. Livadary          | Gewonnen    |
| 1934 | Oscars | Beste montage          | Gene Milford              | Genomineerd |